# رقية يلدريم
رقية يلدريم (مواليد 12 فبراير 1991) هي لاعبة تايكوندو تركية، حصلت على الميدالية الفضية في وزن 46 كجم في بطولة العالم للتايكوندو 2022.

## وصلات خارجية
- رقية يلدريم على موقع TaekwondoData.com (الإنجليزية)
- رقية يلدريم على موقع اللجنة الأولمبية الدولية (الإنجليزية)
- رقية يلدريم على موقع أوليمبيديا (الإنجليزية)
- رقية يلدريم على موقع اللجنة الأولمبية التركية (التركية)

لا توجد روابط لمواقع التواصل الاجتماعي.